# Troms a Finnmark

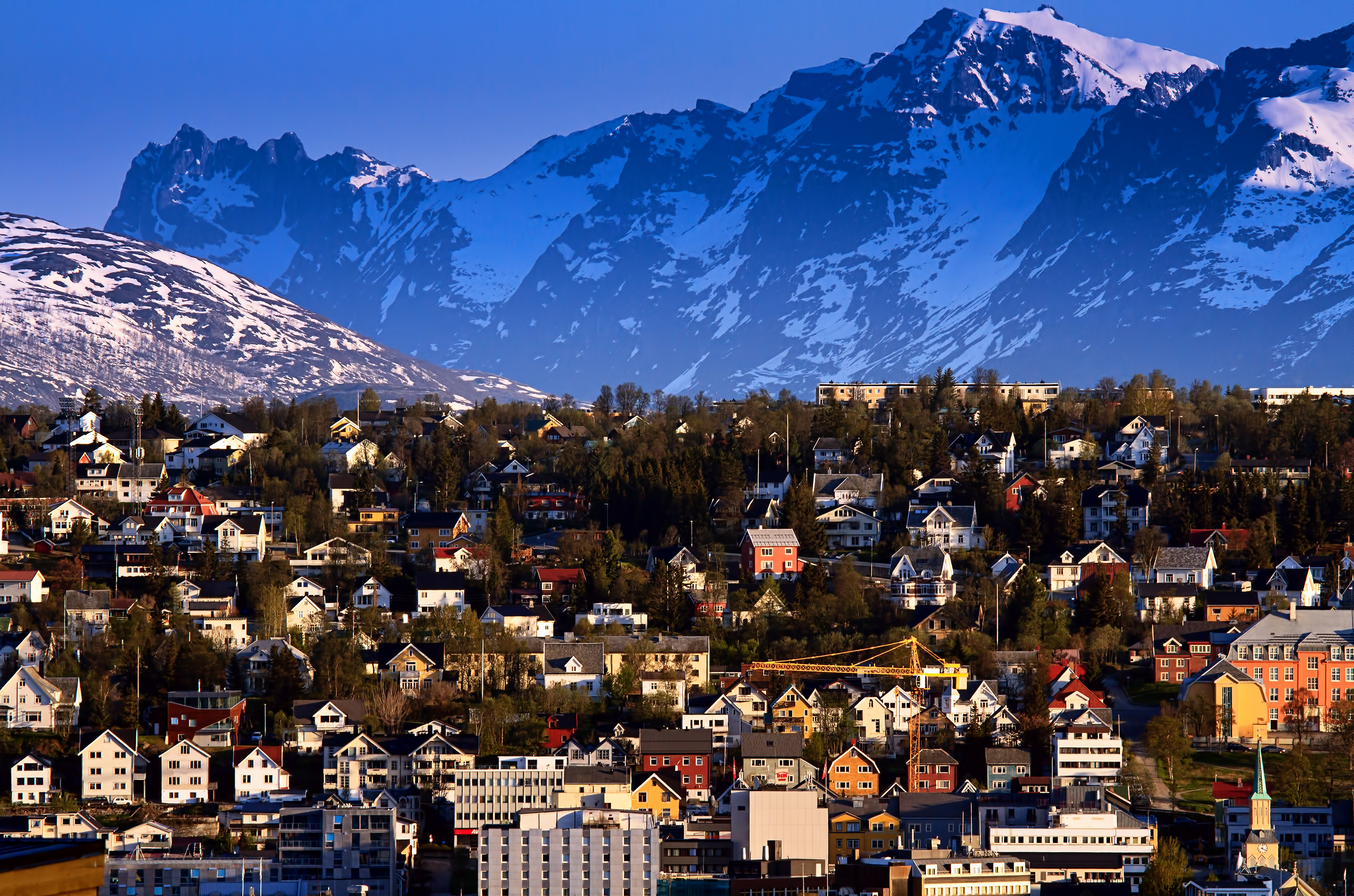
Město Tromsø

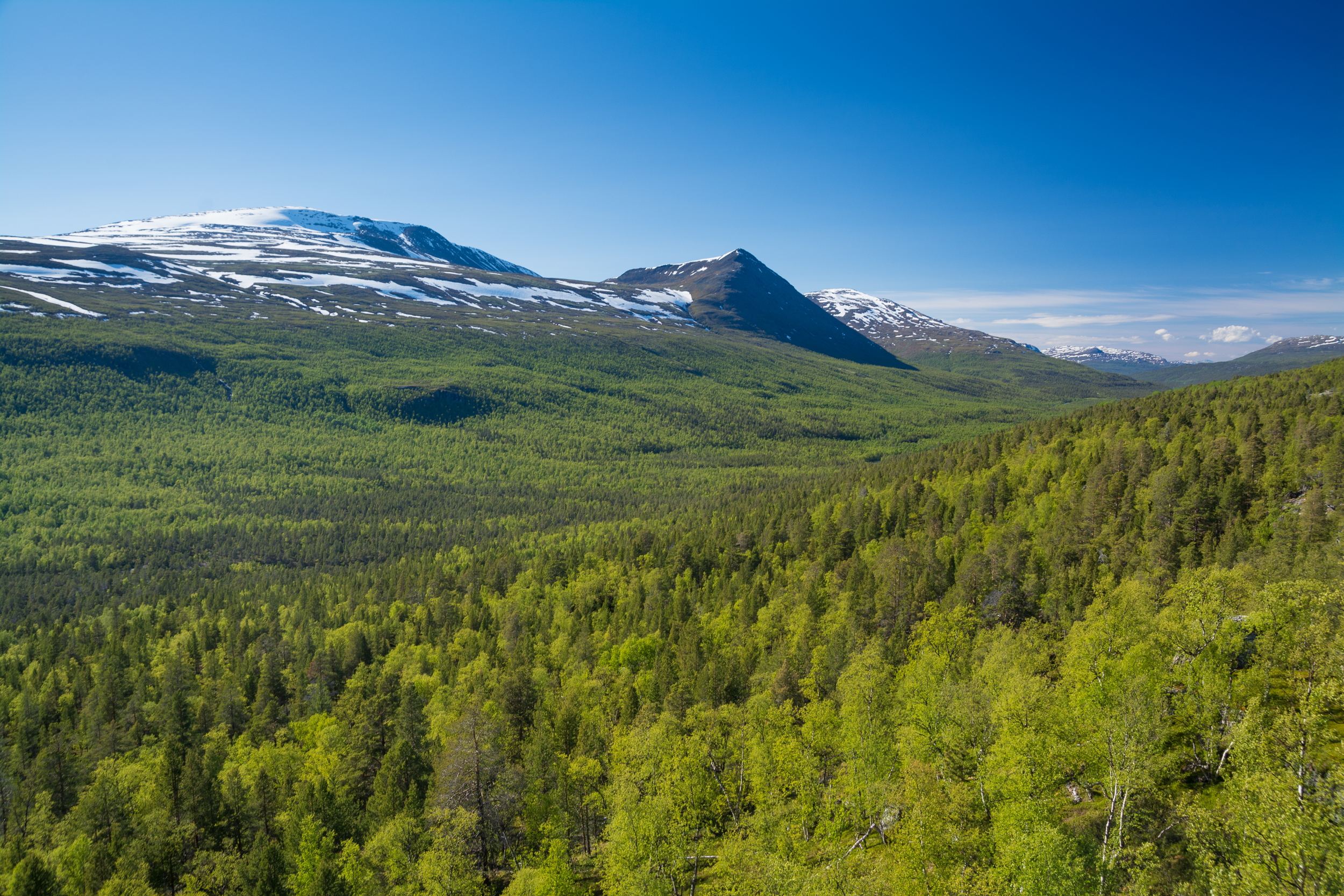
Národní park Øvre Dividal

Troms a Finnmark (norsky Fylke Troms og Finnmark, severosámsky Romsa ja Finnmárku nebo kvénsky Tromssa ja Finmarkku) byl kraj (fylke) v severním Norsku, který fungoval od 1. ledna 2020 do 31. prosince 2023. Nově vytvořený kraj byl výsledkem regionální reformy v Norsku. Vznikl sloučením bývalých krajů Finnmark a Troms a navíc obce Tjeldsund z kraje Nordland. Administrativní centrum kraje bylo ve městě Tromsø (sídlo původního kraje Troms), ale hejtman kraje sídlil ve městě Vadsø (centrum původního kraje Finnmark). Rozloha kraje byla 74 829,68 km², žilo zde přibližně 244 tisíc osob. Kraj sousedil s ruskou Murmanskou oblastí, finskou provincií Laponsko, švédským krajem Norrbotten a norským krajem Nordland.
První hejtmankou kraje (fylkesmann) byla od 1. ledna 2020 Elisabeth Aspakerová, která byla dříve hejtmankou kraje Troms.
Sloučení nebylo populární, zejména ve starém kraji Finnmark. Bylo uspořádáno celostátní nezávazné referendum a asi 87 % hlasujících obyvatel Finnmarky, hlasovalo proti sloučení, ale parlament nezměnil své rozhodnutí o sloučení krajů. Některé politické strany od té doby vedly kampaň za zabránění sloučení v příštím volebním období.
V červnu 2022 bylo rozhodnutím norského parlamentu rozhodnuto o rozdělení kraje zpět na Finnmark a Troms od 1. ledna 2024, přičemž obec Tjeldsund byla přiřazena ke kraji Troms.

## Správní dělení
Kraj Troms og Finnmark se skládal z celkem 39 obcí (kommune):
| Č. | Č. obce. | Jméno        | Č. dřívější obce                               | Dřívější kraj |
| -- | -------- | ------------ | ---------------------------------------------- | ------------- |
| 1  | 5401     | Tromsø       | 1902 Tromsø                                    | Troms         |
| 2  | 5402     | Harstad      | 1903 Harstad                                   | Troms         |
| 3  | 5403     | Alta         | 2012 Alta                                      | Finnmark      |
| 4  | 5404     | Vardø        | 2002 Vardø                                     | Finnmark      |
| 5  | 5405     | Vadsø        | 2003 Vadsø                                     | Finnmark      |
| 6  | 5406     | Hammerfest   | 2004 Hammerfest 2017 Kvalsund                  | Finnmark      |
| 7  | 5411     | Kvæfjord     | 1911 Kvæfjord                                  | Troms         |
| 8  | 5412     | Tjeldsund    | 1852 Tjeldsund                                 | Nordland      |
| 8  | 5412     | Tjeldsund    | 1913 Skånland                                  | Troms         |
| 9  | 5413     | Ibestad      | 1917 Ibestad                                   | Troms         |
| 10 | 5414     | Gratangen    | 1919 Gratangen                                 | Troms         |
| 11 | 5415     | Lavangen     | 1920 Lavangen                                  | Troms         |
| 12 | 5416     | Bardu        | 1922 Bardu                                     | Troms         |
| 13 | 5417     | Salangen     | 1923 Salangen                                  | Troms         |
| 14 | 5418     | Målselv      | 1924 Målselv                                   | Troms         |
| 15 | 5419     | Sørreisa     | 1925 Sørreisa                                  | Troms         |
| 16 | 5420     | Dyrøy        | 1926 Dyrøy                                     | Troms         |
| 17 | 5421     | Senja        | 1927 Tranøy 1928 Torsken 1929 Berg 1931 Lenvik | Troms         |
| 18 | 5422     | Balsfjord    | 1933 Balsfjord                                 | Troms         |
| 19 | 5423     | Karlsøy      | 1936 Karlsøy                                   | Troms         |
| 20 | 5424     | Lyngen       | 1938 Lyngen                                    | Troms         |
| 21 | 5425     | Storfjord    | 1939 Storfjord                                 | Troms         |
| 22 | 5426     | Kåfjord      | 1940 Kåfjord                                   | Troms         |
| 23 | 5427     | Skjervøy     | 1941 Skjervøy                                  | Troms         |
| 24 | 5428     | Nordreisa    | 1942 Nordreisa                                 | Troms         |
| 25 | 5429     | Kvænangen    | 1943 Kvænangen                                 | Troms         |
| 26 | 5430     | Kautokeino   | 2011 Kautokeino                                | Finnmark      |
| 27 | 5432     | Loppa        | 2014 Loppa                                     | Finnmark      |
| 28 | 5433     | Hasvik       | 2015 Hasvik                                    | Finnmark      |
| 29 | 5434     | Måsøy        | 2018 Måsøy                                     | Finnmark      |
| 30 | 5435     | Nordkapp     | 2019 Nordkapp                                  | Finnmark      |
| 31 | 5436     | Porsanger    | 2020 Porsanger                                 | Finnmark      |
| 32 | 5437     | Karasjok     | 2021 Karasjok                                  | Finnmark      |
| 33 | 5438     | Lebesby      | 2022 Lebesby                                   | Finnmark      |
| 34 | 5439     | Gamvik       | 2023 Gamvik                                    | Finnmark      |
| 35 | 5440     | Berlevåg     | 2024 Berlevåg                                  | Finnmark      |
| 36 | 5441     | Tana         | 2025 Tana                                      | Finnmark      |
| 37 | 5442     | Nesseby      | 2027 Nesseby                                   | Finnmark      |
| 38 | 5443     | Båtsfjord    | 2028 Båtsfjord                                 | Finnmark      |
| 39 | 5444     | Sør-Varanger | 2030 Sør-Varanger                              | Finnmark      |